# Anna Mullikin
 Anna Margaret Mullikin  (* 7. März 1893 in Baltimore Maryland; † 24. August 1975 in Philadelphia) war eine US-amerikanische Mathematikerin. 

## Leben und Forschung
Mullikin wurde in Baltimore als jüngste von vier Kindern geboren und studierte am Goucher College. Nach dem Bachelor-Abschluss 1915 unterrichtete sie bis 1917 an der Science Hill School in Shelbyville, Kentucky und war bis 1918 Ausbilderin an der Mary Baldwin University in Staunton (Virginia). Sie studierte dann mit einem Universitätsstipendium in Mathematik an der University of Pennsylvania und erhielt 1919 ihren Master-Abschluss. Sie setzte ihr Studium bei dem Topologen Robert Lee Moore fort und unterrichtete gleichzeitig an der Stevens School in Germantown (Philadelphia). 1920 zog sie an die University of Texas zusammen mit Moore, der die texanische Mathematikabteilung davon überzeugt hatte, sie als Ausbilderin zu ernennen. 1922 promovierte sie mit der Dissertation: Certain Theorems Relating to Plane Connected Point Sets. Nach ihrer Promotion unterrichtete sie an der William Penn High School in Philadelphia und von 1923 bis zu ihrer Pensionierung 1957 an der Germantown High School (Philadelphia). Sie verfasste gemeinsam mit Ethel L. Grove mehrere mathematische Lehrbücher.

## Janiszewski–Mullikin Theorem
Mullikin erzielte in ihrer Forschung ähnlich Ergebnisse wie der polnische Topologe Zygmunt Janiszewski, obwohl ihre Arbeit völlig unabhängig von seiner entstanden war. Amerikanische Mathematiker nannten 1928 das Ergebnis das „Janiszewski-Mullikin-Theorem“, was in vielen Zitaten zu ihrer Arbeit in den 1980er Jahren auch noch mit den Namen beider Mathematiker erscheint. Eine ausführliche Analyse des mathematischen Inhalts ihrer Dissertation und ihres Einflusses auf die zukünftige Forschung in der Topologie beschreiben Thomas Bartlow und David Zitarelli in ihren Veröffentlichungen. 

## Mitgliedschaften
- Mathematical Association of America
- American Mathematical Society
- Phi Beta Kappa
- Sigma Xi

## Veröffentlichungen (Auswahl)
- 1922: Certain theorems relating to plane connected point sets. Trans. Amer. Math. Soc. 24.
- 1956: mit Ethel L. Grove, Ewart L. Grove:  Algebra and Its Use. 2 vols. New York: American Book Co. Enl. ed.: 1960
- 1956: mit Ethel L. Grove, Ewart L. Grove: Teacher’s Manual and Key for Algebra and Its Use. New York: American Book Co. New York: American Book Co.
- 1961: mit Ethel L. Grove, Ewart L. Grove: Basic Mathematics. New York: American Book Co.
- 1961: mit Ethel L. Grove, Ewart L. Grove: Teacher’s Manual and Key for Basic Mathematics. New York: American Book Co.